# Virtua Fighter 3
Virtua Fighter 3 (バーチャファイター3, Bācha Faitā Surī) est le troisième jeu vidéo de combat de la série Virtua Fighter développé en 1996 par Yū Suzuki de Sega-AM2 sur le système d'arcade Model 3.

## Historique
Virtua Fighter 3 a été lancé en 1996 sur le système d'arcade Model 3 de Sega.
Lors de l'AOU Show 1996 — grande messe des jeux sur Arcade — Sega exposait une démo non jouable de Lau Chan, Dural, et d'un nouveau personnage : Aoi Umenokoji, dévoilé pour la première fois. Cependant, c'est Dural, le robot-boss final de la série Virtua Fighter, qui suscite le plus d'attention, en raison de sa surface métallique qui réfléchissait son environnement,.
Yū Suzuki a annoncé une version pour la Sega Saturn lors d'une conférence de presse à la fin 1996. Le studio de développement Sega-AM2 avait étudié Virtua Fighter 3 depuis plusieurs mois et avait certifié qu'il était possible de créer une version pour la Saturn comparable à la version arcade. Pour faciliter la conversion, le service « recherche et développement » d'AM2 a passé quelques mois de travail sur une cartouche avec accélération 3D, mais celle-ci a été annulée pour des raisons non divulguées. Sega a néanmoins déclaré que Virtua Fighter 3 devrait être porté vers la Saturn avec ou sans la cartouche de mise à niveau.
Virtua Fighter 3 sera finalement adapté en  1999 par Genki sur la console suivante de Sega, la Dreamcast, sous le nom Virtua Fighter 3 Team Battle.

## Système de jeu
Virtua Fighter 3 est jouable sous trois angles différents, vue classique, aérienne et subjective, et se distingue, comparé aux deux premiers opus de la série, par la vitesse d'exécution des coups et des enchaînements.
Un quatrième bouton, Escape, fait pour la première fois son apparition aux côtés des trois autres déjà existants (Guard, Punch et Kick). Sa fonction est de se soustraire des attaques grâce à un pas de côté et de créer des possibilités de contre-attaques directes.

## Personnages
Deux nouveaux personnages japonais ont été ajoutés à la liste des combattants : Aoi Umenokouji, une femme japonaise et amie d'enfance d'Akira Yuki, qui utilisait l'aïki-jutsu avec agilité comme style de combat, et Taka-Arashi, un lutteur japonais de sumo. Ce dernier ne fera aucune autre apparition dans la série Virtua Fighter jusqu'à Virtua Fighter 5. Le producteur de la série, Hiroshi Kataoka expliqué que le retrait de Taka après cet épisode s'explique par les conséquences techniques d'avoir un personnage nettement supérieur. Taka avait en fait été retiré de Virtua Fighter 3 en raison de ses difficultés avec ses mouvements de saut d'obstacles.

## Accueil
Virtua Fighter 3 a reçu des critiques positives de la presse. Edge a donné la note de 8/10. James Mielke, de GameSpot, a fait l'éloge de ce jeu, en lui attribuant la note de 8,2/10, déclarant que « Les fans de Virtua Fighter trouveront tout ce qu'il doit être parfaitement emballé dans un produit fini ». Cependant, lors de sa sortie sur Dreamcast, Cal Nguyen compare le jeu avec Soul Calibur d'une manière défavorable. Le site Gamekult donne au jeu la note de 6/10.